# Ночь (фильм)
«Ночь» (итал. La Notte) — итальянский кинофильм, снятый Микеланджело Антониони. Премьера фильма состоялась 24 января 1961 года. Является центральным фильмом в неофициальной «трилогии отчуждения» («Приключение» — «Ночь» — «Затмение»). Фильм получил главный приз Берлинского кинофестиваля — «Золотого медведя», а также премию итальянской Киноакадемии «Давид ди Донателло» за лучшую режиссуру.

## Сюжет
В фильме показаны одни сутки из жизни модного миланского писателя Джованни Понтано (Марчелло Мастроянни) и его супруги Лидии (Жанна Моро). Начальные титры даны на фоне леденящих стеклянных поверхностей только что достроенного небоскрёба Пирелли: в них, словно в зеркале, отражается современный мегаполис. За этой беззвучной преамбулой следует вереница сцен из жизни супругов:
- В первой сцене супруги посещают в ультрасовременной больнице смертельно больного друга Томмазо. В своё время Лидия отдала предпочтение Джованни перед Томмазо и теперь, кажется, мучится раскаянием. Стоит ей выйти на улицу, как супруг даёт увлечь себя в палату психически нездоровой нимфоманки. Их физическое сближение прерывают ворвавшиеся в палату сиделки.
- Супруги едут на презентацию новой книги Джованни, где в толпе мелькают издатель Бомпиани, поэт Квазимодо и другие видные интеллектуалы. Не желая наблюдать за светским действом и терзаемая внутренней тревогой, Лидия отправляется в бесцельное путешествие по современному городу. На фоне гигантских зданий она кажется потерянной, воздух взрывает грохот пролетающих самолётов. Решив отвлечься от неуютной современности и освежить в памяти счастливые дни с Джованни, Лидия уезжает на окраину города, в то место, с которым у супругов связаны давние воспоминания.
- Вздремнув в ожидании пропавшей жены в фешенебельной квартире, расположенной в квартале многоэтажных новостроек, Джованни заезжает за ней на автомобиле и отвозит домой. Там она пытается привлечь к себе его внимание, но безуспешно. Не больше плодов приносит её флирт с мужем на вечеринке в ночном клубе, когда перед ними под звуки джазовой мелодии чувственно извиваются полуобнажённые чернокожие танцоры. Последние наслаждаются собою и собственными телами, и эта неподдельная органичность контрастирует с кризисом в отношениях супругов Понтано.
- Ночь (ту, что и дала название фильму) супруги проводят на вечеринке, которая проходит на загородной вилле промышленника Герардини. Там их ждут новые знакомства и наблюдения, которые подтолкнут их к откровенному утреннему разговору после ночного ливня. Эмоциональной откровенности Лидии её супруг противопоставляет панцирь из неискренних словесных излияний. Научившись в совершенстве манипулировать словами, писатель стал их пленником. Когда Лидия пытается проанализировать их отношения, он начинает покрывать её поцелуями, как бы отрицая тем самым её отрицание их будущего. Андрей Тарковский назвал это последним объятием двух тонущих[1].

## В ролях
- Марчелло Мастроянни — Джованни Понтано
- Жанна Моро — Лидия
- Моника Витти — Валентина Герардини
- Бернхард Викки — Томмазо Гарани
- Рози Маццакурати — Рози
- Мария Пиа Луци — пациентка в клинике
- Винченцо Корбелла — синьор Герардини
- Джитт Магрини — синьора Герардини

## Критика писательства
Как и положено фильму о писателе, в «Ночи» говорят гораздо больше, чем в «Затмении» или «Приключении». Тем не менее выспренние диалоги интеллектуалов заводят их всё в тот же эмоциональный тупик. В существо писателя Понтано (и это отмечал сам Антониони) лицемерие проникло до такой степени, что он каждый раз пытается замаскировать рудименты собственных чувств знакомыми и оттого безопасными словами, в глубине души сознавая: стоит ему выразить своё истинное внутреннее состояние (душевная усталость, пресыщение, отчуждение) — и всё будет кончено, его жизнь потеряет всякое подобие смысла.
Непрестанный треск диалогов (в том числе на французском) на вилле Герардини ставит под вопрос не только их осмысленность и искренность, но также уместность и действенность этих речей. Персонажи Антониони используют слова для того, чтобы скрыть свои истинные мысли и настроения. Обычно они говорят вовсе не то, о чём думают, а нечто банальное или вовсе не имеющее отношения к непосредственной обстановке.

## Новаторский киноязык
Шозистское начало фильма рифмуется с безлюдным финалом «Затмения». С первых кадров башни Пирелли режиссёр намекает на то, что основная информация будет передаваться в фильме через визуальную и звуковую образность, а не традиционным способом — через уста и поступки персонажей, их взаимодействие и общение друг с другом.
«Я воспринимаю актёра как один из элементов общей картины, наряду со стеной, с деревом, с облаком», — заявил Антониони в 1961 году. Отсюда предельное внимание к предметным фонам. Когда Лидия теряется в лабиринте новопостроенных зданий, пустынные улицы занимают всё пространство кадра. Зрителю дано почувствовать, что проблемы в отношениях супругов имеют нечто общее с тем безрадостным, полупустым, предельно рациональным городским пространством, которое их окружает Источник не указан. Между квартирой Понтано и соседа напротив — целая пропасть. Режиссёр не обвиняет лишённую органики архитектуру в бедах современных горожан, скорее видит в них явления одного и того же порядка. Киновед Джорджио Тинацци пишет:

С точки зрения персонажа предметы и обстоятельства могут читаться как проекция его психологического состояния. Но у Антониони они начинают терять свою подчинённость фабуле и приобретают некоторую автономию от субъекта. Они просто присутствуют в кадре. Антониони раскрывает отчуждённый мир вещей, возвращая предметам их невинность и многозначность.

Жанна Моро и Марчелло Мастроянни в фильме «Ночь»

Применительно к «Ночи» многими кинообозревателями было отмечено использование режиссёром приёма temps morts, когда камера задерживается, как бы залипает на предметном фоне в течение какого-то времени уже после того, как актёры покинули экран. По мнению Мишеля Бютора, для Антониони драгоценны эти «маргиналии», благодаря которым естественный ход вещей сбивается и каждая сцена получает дополнительное, внесюжетное измерение. Философ Адорно, упомянутый в начале фильма, также одобрил склонность режиссёра «замораживать отдельные моменты повествования, заставляя мимесис разлетаться на миллион осколков».
Художественная техника Антониони в «Ночи» имеет ряд пересечений с приёмами «нового романа». Так, сцена вечеринки у Герардини, на съёмки которой режиссёр затратил 32 дня, подана «под Роб-Грийе» — через отражения в стёклах и зеркальных поверхностях. Эта техника указывает на смещение, задваивание и неоднозначность эмоциональных состояний. В некоторых кадрах Лидия и Валентина представлены как двойники, так что зрителю требуется время, чтобы разобрать, кто из них кто.
А когда Лидия уезжает с вечеринки во время ливня, камера на время и вовсе забывает о ней и о её спутнике, впитывая динамику дождя и ветра, прихотливые контуры медленно движущегося автомобиля, игру пространства в условиях влажной светотени. Графические формы становятся почти абстрактными. Альберто Моравиа назвал момент, когда Лидия отколупывает рукой краску с тёмной стены, «высшей точкой киноискусства», ибо Антониони удалось «отыскать совершенное в своей абстрактности воплощение безымянной и бессюжетной тревоги».

## Награды и оценки
- 1961 — приз «Золотой медведь» Берлинского кинофестиваля
- 1961 — премия «Давид ди Донателло» лучшему режиссёру (Микеланджело Антониони)
- 1962 — три премии Итальянского национального синдиката киножурналистов: лучший режиссёр (Микеланджело Антониони), музыка (Джорджо Газлини), актриса второго плана (Моника Витти).
- 1962 — премия Jussi Awards (Финляндия) лучшей зарубежной актрисе (Жанна Моро)
- Стэнли Кубрик в 1963 году назвал «Ночь» в числе своих 10 любимых фильмов[7].